# Auterive (Tarn-et-Garonne)
Auterive is een gemeente in het Franse departement Tarn-et-Garonne (regio Occitanie) en telt 60 inwoners (2009). De plaats maakt deel uit van het arrondissement Castelsarrasin.

## Geografie
De oppervlakte van Auterive bedraagt 3,7 km², de bevolkingsdichtheid is dus 16,2 inwoners per km².
De onderstaande kaart toont de ligging van Auterive (Tarn-et-Garonne) met de belangrijkste infrastructuur en aangrenzende gemeenten.

## Demografie
Onderstaande figuur toont het verloop van het inwonertal (bron: INSEE-tellingen).